# بوبي هوتون
بوبي هوتون هو سياسي أمريكي، ولد في 21 أبريل 1950 في مقاطعة جيفرسون في الولايات المتحدة، وتوفي في 6 أبريل 1968 في أوكلاند في الولايات المتحدة بسبب إصابة بعيار ناري.